# Anolis altavelensis
Anolis altavelensis är en ödleart som beskrevs av  Noble och HASSLER 1933. Anolis altavelensis ingår i släktet anolisar, och familjen Polychrotidae. Inga underarter finns listade i Catalogue of Life.